# 陈玘
陈玘（1984年4月15日—），江蘇南通人，中國男子乒乓球運動員。

## 技术风格
陳玘技術風格突出，明顯偏重前三板的致命攻擊。其正手力量大、旋轉強，質量高。再加上陳玘也有一手好發球，使得他在球壇亦有舉足輕重的地位。但是其相持能力、攻防轉換能力及穩定度在超一流選手中較為不足，而反手技術亦略嫌不夠全面。這都是他一直難以衝頂的原因。

## 生涯
陳玘是一名左手横拍的球員，於1990年進入南通業餘體校，6年後進入省隊，1999年入選國家二隊，其後因表現令人失望而被逐出隊，幸而新的省教練令陳玘改過自新，並被當時的國家隊男子隊教練刘国梁看中，再次入選國家隊，這次更成為一隊成員，並與王皓、郝帥等年青球員並稱「男乓六小龍」。那一年是2002年。
2003年，陳玘「火速上位」，先後贏得了南韓公開賽的男子雙打項目冠軍與男子單打項目亞軍、中國公開賽男雙冠軍，男單八強、日本公開賽男雙冠軍、馬來西亞公開賽男雙賽事八強、德國公開賽男單賽四強、丹麥公開賽男雙項目四強以及瑞典公開賽男單與男雙項目的亞軍，都印證了陳玘的「功力」。
2004年，陳玘夥拍馬琳，在奧運會前的隊內選拔生死戰中，戰勝衛冕冠軍組合閻森/王勵勤組合，艱難地獲得了男子雙打比賽的最後一個名額。在該屆賽事的決賽中，他們的對手是香港的高禮澤/李靜組合。最終，馬琳/陳玘組合以4:2取勝，為中國摘下第16面的金牌，首次參加奧運會就贏得了雅典奧運的男子雙打項目的金牌。
2005年，陳玘於十運會中為江蘇隊贏得了男子團體賽金牌。
2008年，由於北京奧運會的乒乓球雙打比賽被團體比賽所取代，而陳玘的國際單打排名位居馬琳、王皓、王勵勤之後，只能擔任中國乒乓球男子團體的替補隊員，錯失第二次參加奧運會的機會。
2009年，陳玘夥拍王皓奪得第50屆世界男子乒乓球錦標賽男雙冠軍。同年，陳玘打進了世界盃乒乓球賽男子單打決賽，但最終負於白俄羅斯選手薩姆索諾夫，錯失了奪得職業生涯第一個單打冠軍的最佳時機。此後，陳玘的主力位置逐漸被張繼科、馬龍等新銳取代。雖然仍活躍于國際大賽賽場，但鮮有突出表現。
2011年，陳玘參加了鹿特丹世兵賽的男單比賽，杀入男单八強，最终1:4不敵德國名將波爾，雖敗猶榮。而男双比赛中，他和老搭档马琳再度打进决赛，但1:4负于马龙/许昕组合，无缘卫冕。2013年，陈玘携手年轻队员出战巴黎世乒赛的男双和混双比赛，但都提前出局，未能取得奖牌。
2013年末，陈玘正式退役，出任江苏男乒主教练。

## 家庭生活
陈玘于2011年与西安姑娘吕文婷注册结婚，并于2012年末诞下一子。